# Amin Younes
Amin Younes (ur. 6 sierpnia 1993 w Düsseldorfie) – niemiecki piłkarz pochodzenia libańskiego występujący na pozycji pomocnika. 

## Kariera klubowa
Younes treningi rozpoczął w zespole SG Unterrath. W 2000 roku dołączył do juniorów Borussii Mönchengladbach, a w 2011 roku do jej rezerw. W 2012 roku awansował do kadry pierwszego zespołu, grającego w Bundeslidze. Zadebiutował w niej 1 kwietnia 2012 w przegranym 1:2 meczu z Hannoverem 96. 24 lutego 2013 w zremisowanym 1:1 pojedynku z Borussią Dortmund strzelił pierwszego gola w Bundeslidze. W sezonie 2014/2015 grał na wypożyczeniu w drugoligowym 1. FC Kaiserslautern.
W połowie 2015 roku Younes przeszedł do holenderskiego Ajaksu. W Eredivisie zadebiutował 26 września 2015 w wygranym 2:0 spotkaniu z FC Groningen. W sezonie 2015/2016 wywalczył z klubem wicemistrzostwo Holandii.
W lipcu 2018 roku został zawodnikiem SSC Napoli.

## Kariera reprezentacyjna
Younes grał w reprezentacji Niemiec na szczeblu U-16, U-17, U-18, U-19, U-20 oraz U-21. 6 czerwca 2017 roku zadebiutował w dorosłej reprezentacji Niemiec. Z kadrą pojechał także do Rosji na Puchar Konfederacji 2017, który zakończył się zwycięstwem Niemiec.

## Sukcesy

### Niemcy
- Puchar Konfederacji: 2017